# 全日本一輪車マラソン大会
全日本一輪車マラソン大会（ぜんにほんいちりんしゃマラソンたいかい）とは、社団法人日本一輪車協会（JUA）が主催する一輪車によるマラソン競技大会である。同じように一輪車によるマラソン競技大会として、日本一輪車マラソン協会（法人格をもたない団体）が1986年から開催している全日本一輪車マラソンという冠名の大会があるが、ここで解説するのはJUAが主催する全日本一輪車マラソン大会のことである。

## 概要
2002年11月4日に大井川リバティマラソンコースで第1回大会を開催。通常は毎年11月の第1日曜日に、焼津市大井川河川敷運動公園陸上競技場を起点とする大井川リバティマラソンコースで行われる。1986年から毎年5月4日に日本一輪車マラソン協会が、長野県千曲川サイクリングロードで一輪車によるマラソン競技大会の全日本一輪車マラソンを開催しているので、混同を避けるためそれぞれを大井川マラソン大会、長野マラソン大会と呼ぶことの方が多い。なお、出場費はフル・ハーフマラソンが3,000円、ミニマラソン（5・10km）が2,000円。

## 参加資格・車種・カテゴリー
- 参加資格 
  - 競技規定、クラス、ルール、マナーを守れる者で、申込期間内にエントリーした団体及び個人選手。
- 車種（JUA競技規則による。）
  - 小学2年生以下　16インチ・クランク長89mm以上
  - 小学3年～6年生　20インチ・クランク長102mm以上
  - 中学生以上　24インチ・クランク長125mm以上
  - 中学生以上　700C・クランク長102mm以上

※タイヤは、700Cを除き、1.75HE規格とする。
- カテゴリー
  - フルマラソン　小学3年生（20インチ）以上、700C
  - ハーフマラソン　全学年（年齢）対象
  - ミニマラソン10km　全学年（年齢）対象
  - ミニマラソン5km　小学生（20インチ）以下

## コース・スタート
- コース
  - 焼津市大井川河川敷運動公園陸上競技場をスタート・ゴール地点とする大井川リバティマラソンコースで行われる。
- スタート
  - 10：00　フルマラソン　スタート
  - 10：05　ハーフマラソン　スタート
  - 10：10　ミニ・10km　スタート
  - 10：15　ミニ・5km　スタート

## 表彰
各カテゴリーの年齢区分・男女別に、上位3位まではメダルと賞状、4位-6位は賞状が手渡される。なお、制限時間内完走者全員にタイム、名前の記入された完走証が発行される。
その他に特別表彰として以下がある。
文部科学大臣杯
フルマラソン最高タイム者に授与。
（社）日本一輪車協会長杯
フルマラソン最高タイム者が男子の場合は女子、女子の場合は男子の最高タイム者に授与。
静岡県一輪車連盟理事杯
フルマラソン20インチ男子最高タイム者に授与。
焼津市長杯
フルマラソン20インチ女子最高タイム者に授与。
大会会長杯
ハーフマラソン男子最高タイム者に授与。
コカコーラセントラルジャパン杯
ハーフマラソン女子最高タイム者に授与。

## 制限時間
制限時間は4時間。終了時間が14時であるため、厳密な制限時間はフルマラソンが4時間、ハーフマラソンが3時間55分、10kmが3時間50分、5kmが3時間45分である。